# Алхемија
Алхемија (лат. alchimia, alchymia, од арап. خيمياء) је грана филозофије природе из које се у 17. и 18. веку развила модерна хемија и фармакологија. У давна времена алхемија се сматрала краљевском вештином. Данас се поборници псеудонаука често називају „алхемичари“.
Најчешће се сматра да је синтеза злата и других племенитих метала била једини циљ алхемичара. Међутим, врхунски мајстори алхемије су ово сматрали само за споредни ефекат важније, суштинске трансформације материје.
Алхемија комбинује елементе многих наука и филозофских дисциплина, попут хемије, металургије, физике, медицине, астрологије, мистицизма и уметности. Ову вештину су практиковале древне цивилизације Месопотамије, Египта, Персије, Индије, Кине, старе Грчке и Рима, и муслиманске цивилизације. У Европи се алхемија развијала све до 19. века.
Термин алхемија је настао као комбинација арапског члана Ал и речи Кемет или Кеми која је египатски израз за црна. Црна се односи на црну земљу, што је једно од имена којим је називана плодна долина реке Нил, па и сам Египат.

## Циљ алхемије
Алхемичари су покушавали да открију тајну проналаска камена мудрости, што се описивало као „Велико дело“ (лат. Magnum opus). Камен мудрости би омогућавао да се обични метали претворе у злато или сребро. Али иза њихових херметичких текстова пуних симбола, чиме се од лаика сакривала суштина, крио се интерес за трансмутацију душе, то јест за духовни преображај. Ту се може говорити о „мистичној алхемији“. Још радикалнија је грана алхемије под именом „Велика вештина“ (Ars Magna), коју је развио средњовековни филозоф Рамон Љуљ. Љуљ је тврдио да алхемичар може трансформисати самог себе у неку врсту свемоћног бића. Алхемија показује и карактеристике неоплатонизма, јер се бави одвајањем драгоцених и чистих материјала од нечистих и несавршених.
По алхемичарима материју сачињавају не смо карактеристике већ и принципи, што је став преузет из Аристотелове филозофије. По овој теорији могуће је преорганизовати материју (hylae) неплеменитих метала по принципима (eidos) племенитих метала. Аморфна материја и принципи, такозвана квинтесенција (quinta essentia), били су предмети проучавања алхемичара.
Алхемичари су се углавном алегоријски интересовали за стварање живих бића, попут хомункулуса или базилиска. Израђивали су цртеже на којима су персонификовани хемијски елементи. Симболично су представљали хемијске реакције везом мушкарца и жене, чији би производ био хермафродит, односно створење које носи карактеристике оба родитеља.

## Magnum opus
Велико дело алхемије, трансформација метала у злато, по мистичном веровању се састојало из 3 фазе:
- nigredo (-putrefactio), црњење (-труљење): симболизује труљење и сагоревање нечистоћа
- albedo, бељење: симболизује продуховљење и просветљење
- rubedo, црвењење: симболизује сједињавање човека са Богом, сједињавање коначног са бесконачним

## Алати
- Алембик — две спојене хемијске посуде за дестилацију
- Алудел — посуде за сублимацију
- Атанор — посебан тип пећи који су користили алхемичари
- Купела — посуда у којој се одваја злато од примеса (купелација)
- Реторта — посуда за дестиловање
- Најважнији приручник за алхемичаре било је дело „Табула смарагдина“ (Tabula Smaragdina). Сматрало се да је аутор ове књиге Хермес Трисмегист, митска комбинација египатског и старогрчког бога. По веровању алхемичара, кратке и недоречене реченице Табуле садрже сву мудрост света. Дело је оригинално писано на грчком у хеленистичком Египту, а касније је било познато у латинским верзијама.

Неке од посуда које су користили алхемичари биле су у облику животиња (јеж, гуска) или људског пара.

## Историја алхемије

### Кина
У древној Кини алхемија је постојала у IV веку п. н. е., мада антрополози тврде да је практикована и хиљаде година раније. Филозофи таоизма су изучавали како пронаћи средство за бесмртност. Владари тог времена су се уздали у савете врача који су често били алхемичари. Први владар династије Ћин организовао је експедицију на острво Пенглај Шан. Запис о овом историјском догађају помиње продужавање живота и претварање цимета у злато алхемијским методама. Први кинески трактат о алхемији, под називом Баопузи, написао је Ге Хонг (283—343. године п. н. е.).

### Индија
Индијске традиције тантризма и поштовања култа бога Шиве често су се преплитале са алхемијом. Бог Шива (који симболизује активни елемент сумпор) оплођује Шакти (симбол пасивног елемента живе) и тако ствара дијамант, који се на западу поистовећује са каменом мудрости. Индијски еквивалент алхемије се назива Расајана (Rasâyana), и бави се потрагом за еликсиром дуговечности Аусади (Ausadhi).
Порекло алхемије у Индији је предмет многих академских расправа. Један број историчара сматра да су Арапи донели алхемију у Индију. Међутим, Мирча Елијаде тврди да постоје јаки аргументи против те теорије:
- Тантризам је присутан и у областима које Ислам није захватио, рецимо у Непалу
- Жива се помиње у индијским списима из 3. века п. н. е.
- Постоје текстови у будистичкој литератури из 2. века који се баве алхемичарским темама[5]

На основу ових премиса Елијаде закључује да се алхемија у Индији појавила између другог века п. н. е. и трећег века нове ере.
У текстовима веда (конкретно Риг-веда) помиње се „сома“ као суштина церемоније жртвовања пламену (јајна). Улогу „соме“ имао је електрон (легура сребра и злата).

### Месопотамија и Иран
На Блиском истоку, још у доба старе Вавилонске цивилизације била је позната алхемија. У древном Ирану средишња тема митологије је првобитни човек и његов распад. Стара иранска филозофија Зурванизма помиње време као силу која ствара и разара, што одговара старогрчкој легенди о Хроносу. Зороастријски текстови говоре о завршној жртви, када ће после борбе Ормазда и Амеша Спенте, људи васкрснути, постати бесмртни и када ће се регенерисати сав универзум.

### Древни Египат
Записи цивилизације древног Египта помињу уроборос (змија или змај који једе свој реп) симбол растварања или распадања, што је алегорија прве фазе алхемичарског процеса.

### Древна Грчка
У епу Аргонаути песника Аполона са Родоса (295—215. п. н. е.), помиње се да бог Хермес преображава Златно руно. Средњовековни писци су повлачили паралелу између легенде о Аргонаутима и легенде о потази за Светим гралом.
Грчка филозофија, а нарочито Аристотелова филозофија, имала је кључни значај у развоју средњовековне алхемије у 12. и 13. веку.
Александријска школа, вероватно најзначајнији интелектуални центар античког доба, проучавала је и алхемију (Зосим из Панаполиса, Синесије из Кирене). Преко овог посредника алхемија је стигла до средњовековне Европе у коју је прво стигла преко Арапа. И Арапи су преузели александринске традиције када су се настанили у Египту у 7. веку... Хришћанско учење, такође популарно у Александрији, дало је сложену основу алхемији

### Средњи век
Током 12. века, као узгредна последица Крсташких ратова, преко Турске и Шпаније у западну Европу су доспели арапски теолошки и метафизички текстови, попут списа Авицене и Авероеса. Аристотелова филозофија, до тада непозната у средњовековној Европи, постала је кључни систем средњовековне сколастичке филозофије (Абелар, Алберт Велики, Свети Тома Аквински). Схоластичка филозофија је у себи носила и сазнања и расправе о алхемији. У време настанка хришћанске хегемоније у Европи постале су популарне легенде о краљу Артуру и Витезовима округлог стола, које су за централну тему имале потрагу за Светим гралом (посуда у којој је скупљена крв Христа). Ово је време у коме је постало познато капитално дело античке алхемије Табула смарагдина, које се приписивало богу Хермесу. У њему се расправља о пореклу првобитне материје и њеним трансмутацијама. То је био аксиом свих средњовековних алхемичара. Алхемичари овог доба нису у сукобу са црквеним структурама, јер су и сами следили културне обрасце католицизма.
Прва дела средњовековне западне алхемије су настала у оквиру питагорејске Школе из Шартра, која се специјализовала у слободним уметностима. У то доба Аристотелова дела још нису била позната у Француској.
Четири правца филозофског размишљања су обележила алхемију у Средњем веку:
- Августинци, који су били толерантни према Аристотеловој филозофији због њеног монотеизма
- Доминиканска школа Светог Томе Аквинског
- Авероистичка школа Зигера од Брабанта
- Оксфордска школа, која се оријентисала ка проучавању „Наука о природи“, и чији је представник Роџер Бејкон

Припадник Школе из Шартра, Џон од Солзберија, утицао је на мисао Алберта Великог, који је био учитељ Томе Аквинског. Ове три личности су најзначајнији представници средњовековне алхемије. Алберт Велики увидео је огроман значај који Аристотелова филозофија имала за теоријско заснивање хришћанске филозофије. Кључна дела алхемије овога времена била су:
1. Алберт Велики : „О Алхемији“ (De Alchimia)
2. Тома Аквински : „Трактат о Камену мудрости“
3. Тома Аквински (псеудо-Аквински ?) : „Румена зора“ (Aurora Consurgens)

### Врхунац: XIV—XVI век
Алхемија се удаљава од Цркве у чијем се окриљу појавила у претходним вековима. Постаје тајна наука чиме се сакрива од црквене борбе против јереси. Појављују се теозофске филозофске теорије, а пут је отворен ка епохи Реформације и добу рационализма. Текстови алхемичара су обавијени велом неразумљивости и разумљиви су само уском кругу познавалаца. Најзначајнији центар алхемије овог доба је Праг и он игра улогу некадашње Александрије. Најпознатији алхемичари овог времена су: Никола Фламел, Бернард из Тревиза, Парацелзус, Џон Ди, Хајнрих Корнелијус Агрипа, Базил Валентин, Јохан Георг Фауст и Тихо Брахе.

### Опадање: XVII—XIX век
Са појавом Ренесансе, рационализма и напретком материјализма, развиће се такозвана „секуларна метафизика“ (метафизика невезана за црквена учења). Филозофи картезијанци тврде да је природа објашњива и да се може посматрати и мерити. То је била епоха рађања науке. И даље су постојали људи који су се бавили алхемијом, као Хелвецијус, Џон Алијет, и научници склони херметичком размишљању као Исак Њутн и Готфрид Лајбниц. Међутим, превласт науке над алхемијом је све израженија. Њен тријумф је озваничио Антоан Лавоазје, оснивач модерне хемије. Ретки алхемичари су постојали и у 19. веку, али су сматрани остацима давно превазиђене ере.

## Алхемија и медицина
У раном добу свога развоја алхемија имала за циљ лечење, што се види из потраге за проналаском еликсира живота. Ово се најбоље илуструје великим значајем који је играла арапска медицина у развоју алхемије. Познато је да су арапски лекари развили спектар лекова који су се производили по сложеној процедури, иако је њихов ефекат лечења био углавном незнатан. Ови лекари су открили процес дестилације. Поред камена мудрости и еликсира, алхемичари су настојали да пронађу панацеју, универзални лек. У делима Парацелзуса видљива је трансформација алхемије у примитивну хемију.

## Алхемија и астрологија
Алхемија је увек имала блиску асоцијацију са астрологијом и то са вавилонско-грчком школом астрологије. Алхемичари су сматрали да свака од седам планета одговара одређеном металу и да њиме влада.
- Сунце влада златом
- Месец влада сребром
- Меркур влада живом
- Венера влада бакром
- Марс влада гвожђем
- Јупитер влада калајем
- Сатурн влада оловом

## Значај у психологији
По психолозима алхемија није само врста метахемије већ има и психолошко-филозофску димензију. Покушаји алхемичара да претворе један метал у други симболично осликавају унутрашње људске психолошке пориве. Оваквом интерпретацијом алхемије нарочито се бавио швајцарски психоаналитичар Карл Густав Јунг у својим разматрањима аналитичке психологије.

## Занимљивости
Познати роман Алхемичар Паула Коеља се мање бави алхемијом, а више унутрашњом спознајом човека.
Алхемијски експерименти су једна од централних тема у Гетеовој поеми Фауст.
Ернест Радерфорд је 1919. користећи радиоактивни радијум успео да претвори азот у кисеоник. На основу истог теоријског принципа, уз употребу модерних акцелератора честица, Глен Сиборг је 1980. претворио бизмут у злато. За овај процес је потребна огромна количина енергије, а добијене количине метала су на ивици детекције.